# Frank Bass
Frank M. Bass (1926-1er décembre 2006) était un universitaire américain qui est reconnu comme l’un des pionniers de la science du marketing. Il a été le créateur du modèle de diffusion de Bass qui décrit l'adoption de nouveaux produits et technologies par les primo-accédants.
Le modèle de diffusion de Bass est reconnu par les spécialistes du marketing et par les économistes comme étant l'un des modèles les plus largement utilisés pour établir des prévisions des ventes de nouveaux produits technologiques ou services.

## Carrière universitaire
Après un MBA à l'Université du Texas à Austin en 1950, il obtient un doctorat (PhD) à l'Université de l'Illinois à Urbana-Champaign en 1954. En 1957, il devient professeur assistant en marketing à l'Université du Texas à Austin. En 1959, Bass a étudié à l'Institut de mathématiques de Harvard. Après être devenu professeur à l'Université de l'État d'Ohio à Columbus, il est Professeur à l’Université Purdue de 1962 à 1982. En 1969, il publie un article qui deviendra par la suite un article de référence sur la modélisation de la diffusion des biens durables de consommation, et auquel son nom reste rattaché: le modèle de diffusion de Bass. Ce modèle décrit le processus d'adoption des nouveaux produits et services comme la résultante d'une interaction entre ceux qui les ont déjà adoptés et les acheteurs potentiels.
En 1974, il devient Professeur Eminent, titulaire de la Chaire Loeb, à l’Université Purdue. En 1982, il retourne au Texas où il est recruté comme Professeur Eminent, titulaire de la Chaire Eugene McDermott, à l'Université du Texas, Dallas. Frank Bass est Docteur Honoris Causa de l'Université Purdue et de l'Université de l'État d'Ohio à Colombus, deux de ses anciens employeurs.

## Travaux dans le domaine du marketing
Frank Bass a été un leader dans l’application des méthodes scientifiques au domaine du marketing. À la suite de Chatfield et Goodhardt (Journal of Marketing Research, 1973) et en collaboration avec Abel P. Jeuland et Gordon P. Wright, Frank Bass montre en 1976 que la proportion de changements de marques dans un marché stationnaire est compatible avec les idées suivantes :
1. les consommateurs choisissent les marques selon un vecteur de probabilités stable dans le temps ;
2. les choix consécutifs sont indépendants les uns des autres au niveau de l’individu (processus d’ordre zéro) ;
3. le vecteur des probabilités de choix des marques varie conformément à une loi de Dirichlet sur l’ensemble des consommateurs.

En 1986, son ancien collègue de l'Université Purdue, Gordon Wright, retrace les travaux de Bass dans le domaine du comportement du consommateur, et conclut en disant : « L'étude du processus de choix par Bass a mis en évidence le caractère fondamental du comportement d'achat des consommateurs. Les résultats montrent que l'attrait d'une marque dépasse largement sa part de marché, et contribuent ainsi à améliorer la prise de décision par les praticiens ».

## Notoriété du modèle de diffusion de Bass
L’œuvre majeure de Frank Bass est le modèle de diffusion des innovations technologiques dans une population. Frank Bass a publié un nouveau document pour actualiser et compléter le précédent en décembre 2004 dans Management Science.
Le modèle de diffusion de Bass a été décrit comme l’une des lois empiriques les plus célèbres, et compte parmi les travaux académiques les plus cités ,,,,,,,.
Le modèle de diffusion de Bass a été utilisé dans les études de prévision de la demande pour la téléphonie mobile et pour les services par Internet,,. Des universitaires chinois l'ont appliqué pour décrire la diffusion de l'utilisation d'Internet 
en Chine (publication en chinois). L'estimation du modèle sur des séries courtes a suscité des interrogations (Heeler et Hustad 1980, Van den Bulte et Lilien 1997, Bemmaor et Lee 2002). La validité prédictive, par opposition à la capacité descriptive, du modèle reste une question ouverte. Une autre limite bien connue du modèle est son manque de flexibilité, en particulier dans le cas où la répartition des premiers achats dans le temps est pentue sur la droite ou sur la gauche (Van den Bulte et Stremersch 2010, Dover, Goldenberg et Shapira 2012). Ce problème est en partie caché quand la répartition est tronquée.